# توني سيبريان
توني سيبريان (بالإنجليزية: Tony Ciprian)‏ هو مقدم تلفزيوني نيوزلندي، ولد في 10 نوفمبر 1932، وتوفي في 13 يناير 2015.